# Гылыбинци
Гылыбинци (болг. Гълъбинци) — село в Болгарии. Находится в Ямболской области, входит в общину Тунджа. Население составляет 401 человек.

## Политическая ситуация
В местном кметстве Гылыбинци, в состав которого входит Гылыбинци, должность кмета (старосты) исполняет Радостина Николаева Тодорова (коалиция в составе 2 партий: Болгарская социалистическая партия (БСП) и Болгарская социал-демократия (БСД)) по результатам выборов.
Кмет (мэр) общины Тунджа — Георги Стоянов Георгиев (коалиция в составе 2 партий: Болгарская социалистическая партия (БСП) и Болгарская социал-демократия (БСД)) по результатам выборов.